# Бенджамин Франклин
Бенджамин Франклин (на английски: Benjamin Franklin) е американски политик, общественик, учен, издател, дипломат, изобретател и един от Бащите-основатели на САЩ.
В навечерието и по време на Американската революция е главният говорител на британските колонии в споровете с правителството на Великобритания, където прекарва дълго време. Играе важна роля в осигуряването на помощта на Франция за революцията, признаването на независимостта на колониите от Великобритания и създаването на Конституцията на САЩ.
Бенджамин Франклин е известен още с просветителската си дейност и с множеството известни цитати, както и със своите експерименти с електричеството. Сред изобретенията на Франклин са затворената фурна, медицинският катетър, гръмоотводът, плавниците и бифокалните очила.
Изиграва значителна роля и за развитието на американската книга. Самоук печатарски работник, благодарение на упорития труд и необикновените способности той си пробива път в живота, нареждайки сред най-видните политици и създатели на Съединените американски щати. Неговата „Автобиография“ (1775 г.), останала незавършена, провъзгласява идеала за човека, свободен от робство и притежаващ редица добродетели.
През 1728 г. Б. Франклин открива във Филаделфия печатница, а след нея книжарница и първата в Америка обществена библиотека. Не се стреми да превърне своите предприятия в дейност за лесна печалба и заявява, че основната му цел е просветителската дейност. Франклин издава един от първите американски вестници, а в периода от 1732 до 1758 г. издава получилия широка известност сборник „Алманах на бедния Ричард“. Многобройните конкуренти и политическите противници се отнасят към неговото начинание враждебно и той е принуден да прехвърли делото си на своите ученици и партньори.

## Правила за успех на Франклин
- Въздържание: Не яж до пресищане; не пий до замайване.
- Мълчание: Говори само когато с това можеш да обогатиш себе си или другите; избягвай безсмислените разговори.
- Подреденост: Дръж всичките си неща на мястото им; върши всяко занимание в отреденото му време.
- Решителност: Решавай да изпълниш каквото трябва; изпълнявай докрай каквото си решил.
- Пестеливост: Не прави други разходи освен в полза на другите или себе си; не пилей напразно.
- Трудолюбие: Не губи времето си, винаги прави нещо полезно; избягвай безсмислените действия.
- Искреност: Не използвай вредни лъжи; мисли непредубедено и справедливо; когато казваш нещо говори по същество.
- Справедливост: Не вреди на никого със злонамерени действия или като го лишаваш от облага, която си длъжен да му осигуриш.
- Умереност: Избягвай крайностите; избягвай да вредиш на хората, колкото и да мислиш, че го заслужават.
- Чистоплътност: Не допускай никаква нечистота на тялото, дрехите или жилището си.
- Спокойствие: Не се тревожи от дреболии или от банални и неизбежни инциденти.
- Целомъдрие: Въздържай се от похотливи занимания освен по здравословни подбуди и за продължаване на потомството; никога от умопомрачение, слабост или в риск за своята или чужда репутация.
- Смирение: Подражавай на Иисус Христос и Сократ.